# خريف الأحلام (فلم)
خريف الأحلام هو فيلم تلفزي مغربي من إخراج حميد بناني سنة 2004، وبطولة كل من رشيد الوالي، حنان الإبراهيمي، فاطمة وشاي، إيمان نصاح، عائشة ساجد، وآخرون.

## القصة
يتحدث الفيلم عن قصة شاب يتزوج امرأة ثانية رغبة منه في الحصول على الأطفال، ولكن سوء طباع أمه يحول دون سعادته. وذات يوم تكتشف زوجته الأولى حقيقة مصدر أمواله.

## روابط خارجية
- مقالات تستعمل روابط فنية بلا صلة مع ويكي بيانات